# Anisogamie

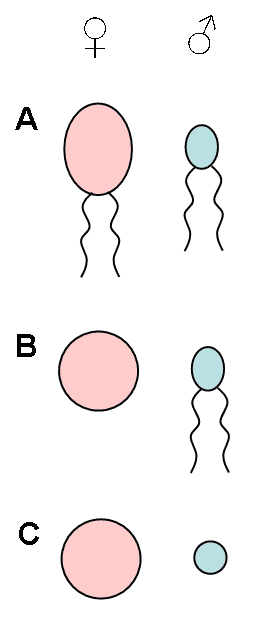
Différents types d'anisogamie : A) Anisogamie des gamètes mobiles B) Oogamie (ovule non mobile, spermatozoïde mobile) C) Anisogamie des gamètes non mobiles

L'anisogamie est une forme de fécondation dans laquelle les gamètes mâle et femelle sont de taille et de morphologie différentes. Son antonyme est l'isogamie.
D'une manière générale, les gamètes femelles sont plus volumineux, plus riches en réserves, moins mobiles et moins abondants que les gamètes mâles. Ces différences sont considérées comme étant à l'origine de la sélection sexuelle, celle-ci étant à son tour responsable des caractères sexuels secondaires ou dimorphisme sexuel.
Il semble probable que la reproduction sexuée soit apparue sous la forme d’une reproduction isogame. Aujourd’hui, l’isogamie est un phénomène rare, même chez les organismes unicellulaires. L'évolution vers l'anisogamie semble avoir été le fait d'une sélection disruptive (en). Ce type de sélection favorise les extrêmes d'un trait et élimine peu à peu la valeur moyenne.